# Richard Klotzbücher
Richard Klotzbücher (* 23. Mai 1902; † 10. April 1945 in der Strafanstalt Plötzensee, Berlin) war ein deutscher Arbeiter und ein Opfer der NS-Kriegsjustiz.

## Leben und Tätigkeit
Klotzbücher war der Sohn eines Gastwirtes. Nach dem Besuch der Gemeindeschule arbeitete er zunächst im Betrieb seiner Eltern mit. Nach 1920 arbeitete er als ungelernter Arbeiter in einem Walzwerk in Düsseldorf. Später siedelte er nach Berlin über, wo er Anstellung als Hilfsarbeiter bei der AEG in der Huttenstraße fand.
Vor 1933 engagierte Klotzbücher sich in der kommunistischen Roten Hilfe als Kassierer. Ende der 1930er Jahre wechselte er als Mitarbeiter in die Personalabteilung bei der AEG Turbine. Während des Zweiten Weltkriegs schloss er sich dort einer illegalen Betriebszelle an, die mit der Gruppe um Anton Saefkow in Kontakt stand, deren Bestrebungen dahin gingen, die äußeren, auf die Niederwerfung des NS-Staates gerichteten Anstrengungen der alliierten Mächte, insbesondere der Sowjetunion, durch innenpolitische Aktionen zur Unterminierung des Systems zu unterstützen, um so das Ende des Krieges zu beschleunigen.

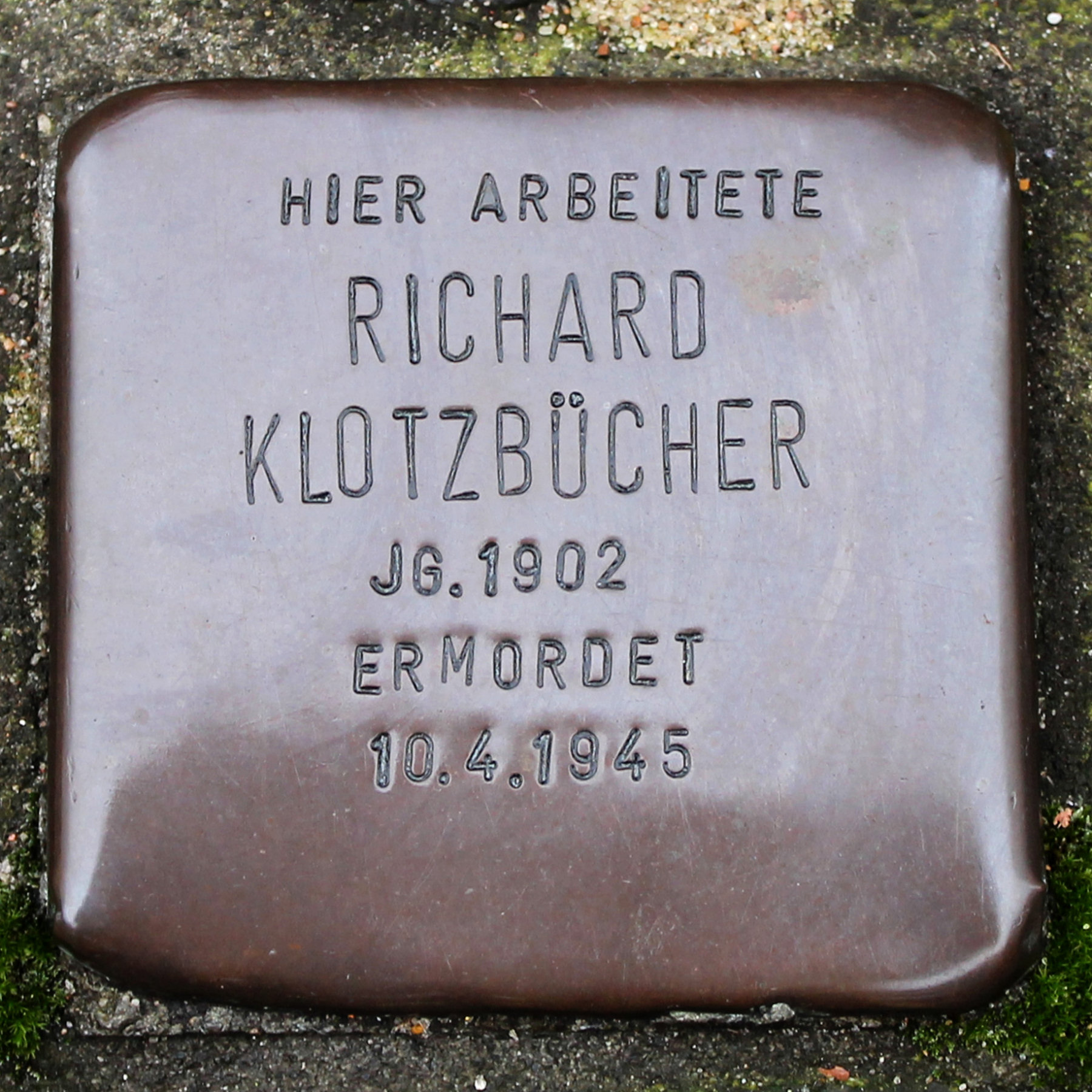
Stolperstein für Richard Klotzbücher in Berlin

Am 22. Februar 1945 wurde er verhaftet und in das Zellengefängnis Lehrter Straße verbracht. Nachdem das Kammergericht Berlin ihn wegen Vorbereitung zum Hochverrat zum Tode verurteilt hatte, wurde er am 10. April 1945 in der Strafanstalt Berlin-Plötzensee hingerichtet.
Seit April 2003 erinnert ein Stolperstein vor dem Haus Huttenstraße 12 in Berlin an Klotzbücher.